# Friedrich Ferdinand von Beust

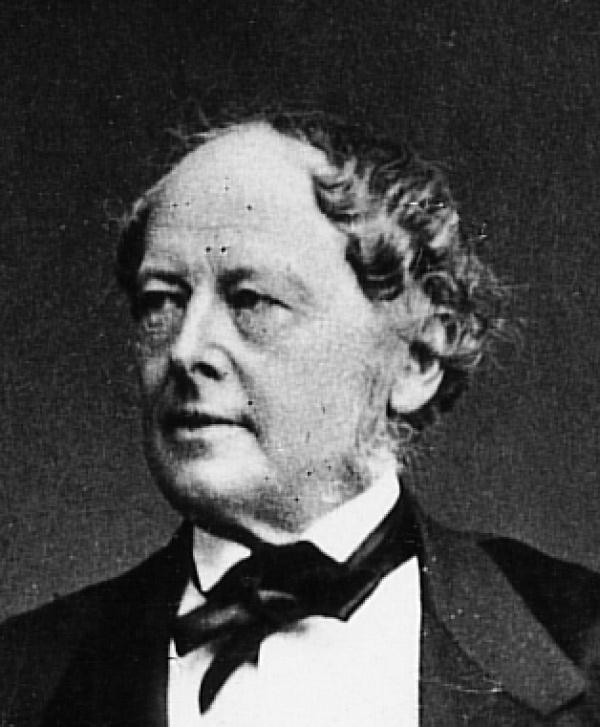
Friedrich Ferdinand von Beust, 1860 körül

Friedrich Ferdinand von Beust gróf (Drezda, 1809. január 13. – Sankt Andrä-Wördern, 1886. október 24.) szászországi, majd ausztriai politikus, 1858–1866 között a Szász Királyság miniszterelnöke, 1866–1871 között az Osztrák–Magyar Monarchia külügyminisztere, majd 1867. február 7. – 1867. december 30. között Ausztria–Magyarország első „közös” miniszterelnöke. Visszahívása után 1871–1878 között a Monarchia londoni, majd 1878–1882 között párizsi nagykövete.

## Családja
A Beust ősrégi német nemesi család, amely 1777-ben kapta meg a német birodalmi grófi rangot. Két ága közül az idősebb grófi, szászországi ág, amelynek tagjai a kisebb német udvaroknál előkelő tisztségeket töltöttek be, a másik az ifjabb, osztrák ág, amely 1868. december 5-én kapta a grófi rangot.
Friedrich Karl Leopold Freiherr von Beust (1779–1845) és Erdmuthe Wilhelmine von Carlowitz (1774–1854) fia. Bátyja Friedrich Constantin von Beust mineralógus és jogász volt.
1843-ban feleségül vette Theresa Mechthildis Carolina Johanna von Jordan bárónőt (1817–1886), akitől négy gyermeke született:
- Friedrich (1844–?),
- Marie (1845–1926),
- Adolph (1848–?),
- Heinrich (1855–?).

## Életpályája
Legelőbb a tudományos pályára lépett; a lipcsei egyetemen tanárságra készült. Amikor azonban a júliusi forradalom behatása alatt Szászországban is liberális alkotmány jött létre, az udvarnál nyert alkalmazást és 1831-től diplomáciai téren szolgált. Mint követségi titkár működött Berlinben és Párizsban, majd mint ügyvivő Münchenben és Londonban. Az 1848. évi szabadságharc idején Berlinben képviselte királyát.
1849. februárban Szászország külügyminisztere lett. A szász kormány ekkor erélyesen készült fellépni a radikális országgyűlés ellen és amikor Drezdában emiatt nagy felkelés ütött ki, Beust porosz segítséget kért, amellyel a lázadást le is győzte. Ennek következtében egy ideig csatlakozott is a porosz szövetséghez, de amikor látta, hogy Ausztria újra megerősödik, a szövetségtől elállt, és mindenképpen azon volt, hogy visszaállítsák a régi német szövetséget, amely a kisebb államoknak is majdnem teljes szabadságot engedett. Ez az 1851. drezdai konferenciákon sikerült is. Azóta Beustnak, mint szász miniszterelnöknek vezető eszméje az volt: a két nagyhatalomnak, Ausztriának és Poroszországnak versenyét és összecsapását megakadályozni úgy, hogy kivonja ezeket a közepes és kisebb államok befolyása alól, és mint a szövetség harmadik fontos része együttesen kellő súlyt képviselhessenek (triász). A belügyeket konzervatív szellemben vezette. Nagyravágyását azonban ez az apró-cseprő állami élet nem elégítette ki; azon volt, hogy a fontos európai ügyekbe is beleszólhasson.
A krími háború idején a középállamokat Ausztria ellenében inkább orosz részre hajlította. A szász diplomácia közvetítésével kezdődtek meg az első alkudozások Oroszország és a francia császár közt, melyek aztán a háború befejezéséhez vezettek. Mivel Beust a német szabadságot, és különösen Szászország önállását leginkább a porosz terjeszkedéstől féltette, határozott ellenese volt minden porosz egyesítő és a szövetséget reformálni akaró törekvésnek. Ezt különösen a schleswig-holsteini zavarok idejében mutatta ki. Ekkor már jelentékeny szerepet játszott: a londoni konferencián ő képviselte a német szövetséget, és ott, a német közvéleménnyel egyetértésben az augustenburgi hercegnek fogta pártját Poroszország ellenében (1864).
Nagyon rossz néven vette az ausztriai kormánytól, hogy a hercegségek ügyében Poroszországgal egyezkedett, ám amikor 1866 nyarán kenyértörésre került a dolog, az osztrák oldalra állt. A poroszok csakhamar megszállották Szászországot. Ferenc József Beustot Párizsba küldte, hogy Napóleon császárt beavatkozásra bírja (sikertelenül), majd pedig októberben kinevezte őt a külügyek és a császári ház miniszterének.
Külföldinek, protestánsnak meghívása az elsőrendű posztra, önmagában véve is mutatta, hogy az udvar szakít a régi, hagyományos politikával. Beust mindenekelőtt a magyar kiegyezést vette munkába. Meglátogatta Deákot és a leglényegesebb kérdésekben közeledett a magyar felfogáshoz. Tudták, hogy nagy része van a viszonyok jobbra fordulásában és azért egy ideig nagyon népszerű volt hazánkban. A másik fontos lépés az volt, hogy Ausztriában is szabadelvű minisztériumot alkotott meg. Ennek élén eleinte ő állott mint elnök. A külpolitikában közeledést keresett egy ideig Franciaországhoz és Oroszországhoz, hogy Poroszországot ellensúlyozhassa. A keleti ügyekben pártfogásába vette Szerbiát a porta ellen. Magában Ausztriában inkább volt hajlandó engedményeket tenni a nemzetiségeknek, mint azt a német alkotmánypárti minisztérium (=kormány) megengedhetőnek találta. A miniszterelnöknek, Auersperg hercegnek tudtán kívül alkudozni kezdett a csehekkel, emiatt a miniszterelnök lemondott.
A porosz–francia háborúba a monarchia nem avatkozhatott be, még arra a célra sem lehetett a kormányokat egyesíteni, hogy a porosz követeléseket közös fellépéssel mérsékeljék. Ekkor írta Beust: „Je ne vois plus d’Europe”. (Nem látok már Európát). Egy ideig teljes mértékben bírta a kegyét és bizalmát az uralkodónak, aki őt a kiegyezés után birodalmi kancellárrá nevezte ki, és egy évvel később grófi rangra emelte, de ez a bizalom megrendült, amikor Ausztriában Hohenwart gróf és a szláv pártok, a feudálisok és klerikálisok uralma kerekedett felül, akikkel Beust nem értett egyet. A csalatkozhatatlansági dogma kimondását felhasználta a konkordátum felmondására. Róma okkupációja ellen nem szólalt fel. Hohenwart bukása után őt is felmentették hivatalától (1871. november 6). Lehetetlen volt az ő kezeiben hagyni a monarchia külügyeinek vezetését, amikor a monarchia politikájának a Németországgal való barátság volt a legfőbb támpontja. Helyébe id. Andrássy Gyula gróf lépett. Beust Párizsba ment nagykövetnek, onnét 1878-ban Londonba tették át. 1882-ben nyugdíjazták.

## Emlékiratai
Utolsó éveit birtokára visszavonulva, emlékiratai szerkesztésével töltötte. Emlékiratai egy évvel a halála után, 1887-ben meg is jelentek Friedrich Ferdinand Graf v. Beust, „Erinnerungen und Aufzeichnungen. Aus drei Viertel-Jarhunderten” cím alatt (2 kötet).